# Каранкауа
Каранкауа е колективно име за коренното население по Тексаското крайбрежие, в района между реките Сабин и Сан Антонио. Почти нищо не се знае за тези хора. Единствените сведения за тях идват от ранните изследователи посетили района. Днес се знаят само имената на селата им, които тези изследователи посетили и записали.

## Език
Тези хора говорели слабо известен език, наречен каранкауа, от който са оцелели само около 100 думи.

## Име
Значението на името каранкауа не е точно определено.

## История
През 1528 г. оцелелите от експедицията на Панфило де Нарваес срещат приятелски настроени туземци на остров Галвестън. Кабеса де Вака пише, че островът е обитаван от две групи – „Капоко (Коако, Коко)“, която говорела различен език от втората група, „Хан“. Двете групи били приятелски и културно свързани. Във вътрешността живеела друга група – „Чаруко (Чорука)“, която търгувала с хората от острова. Де Вака съобщава имената на още 6 групи надолу по крайбрежието – Дегуене (Деагуане), Куевене (Гуевене), Гуайконе, Китоле, Камола (Камоле) и „Тези от смокините“.
Следващата среща на тези хора с европейците е през 1685 г. с експедицията на Рене Робер дьо Ла Сал. Ла Сал построява Форт Сен Луи на Гарситас Крийк, близо до залива Матагорда, в сърцето на територията на каранкауа. Поста бил постоянно атакуван от туземците и през 1689 г. е изоставен. През 1690 г. Алонсо де Леон го възстановява отново. Новият пост е издигнат в територията на „Бахамос (Бракамос)“, както французите нарекли местните. Близо до тях живеели хората от племето „Кинет“, а наблизо имало и трета група – „Куакуа“.
В ранните години на 18 век френските интереси към крайбрежието на Тексас се възстановяват и територията на каранкауа се превръща в център на френско-испанското съперничество.
През 1719 г. каранкауа залавят френски корабокрушенец, който живее 15 месеца сред тях, преди да успее да избяга и да се върне в Луизиана, където дава на френските власти богата информация за крайбрежните племена в Тексас. През 1721 г. през територията на племето преминава експедицията на Жан Батист Бернар дьо Ла Харп. Малко след оттеглянето на французите испанците основават мисията Нуестра Сеньора де Лорета Президио и Еспириту Санто де Зунига близо до мястото на стария форт Сен Луи. Впоследствие мястото става известно като Ла Баия. През 1726 г. мисията е преместена на река Гуаделупе, а през 1749 г. на река Сан Антонио, близо до мястото на днешния Голиад, Тексас. През 1754 г. нова мисия, Нуестра Сеньора дел Росарио де лос Куанес е основана на река Сан Антонио, срещу Ла Баия. Тази мисия е изоставена през 1781 г. Трета мисия при каранкауа, Нуестра Сеньора дел Рефуджио е основана през 1791 г. Тя е местена 3 пъти, докато се установи за последно близо до днешния Рефуджио, Тексас. Съобщава се за 190 каранкауа и коауилтеки живеещи в мисията през 1814 г. В началото на 1820-те, заради атаки на команчите мисията се обезлюдява. Две мисии сред каранкауа продължават да действат до 1830 и 1831 г.
След Мексиканската революция от 1821 г. американската имиграция в Тексас се увеличава, което води и до увеличаване на стълкновенията с индианците. През 1827 г. колонистите в лицето на Грийн де Вит и двама вождове на каранкауа, Антонито и Делгадо подписват договор. Въпреки споразумението конфликтите между двете страни продължават. Населението на племето постоянно намалява, докато се бори срещу нарастващото бяло население и срещу враждебните команчи и тонкауа. До 1840-те племето почти изчезва. Една група лагеруваща на река Гуаделупе е нападната от тексасците през 1840 г. Оцелелите се преместват към крайбрежието, северозападно от Корпус Кристи. Друга малка група, живеела на Арансас Бей, близо до устието на река Нуесес. До средата на 1840-те повечето от оцелелите каранкауа се преместват в Тамаулипас, Мексико. В края на 1850-те се завръщат отново в Тексас и се установяват в околностите на Рио Гранде Сити. Местните жители не приветстват тяхното завръщане и през 1858 г. тексасците, водени от Хуан Кортина нападат и унищожават групата. След тази атака племето се счита за изчезнало.

## Култура
От оставените оскъдни сведения от ранните изследователи е известно, че каранкауа са били номади, скитащи сезонно от крайбрежието към вътрешността и обратно. Набавяли си храната чрез лов, риболов и събирачество. Основна храна била рибата, различни ракообразни, костенурки и други водни животни. Допълвали диетата си с лов и събирането на диви растителни храни.
Хората рядко оставали на едно място по-дълго време. Основно средство за транспорт било кануто издълбано от ствола на дърво. С него те кръстосвали плитките води между островите и континента, тъй като канутата не били пригодени за по-дълбоки води. По суша се придвижвали пеша. Често са описвани като издръжливи бегачи и отлични плувци. Известни били с отличителния си външен вид. Мъжете са описани като високи и мускулести, носещи обикновено само набедреник от еленова кожа или нищо. И мъжете и жените обичали да оцветяват телата и лицата си и да се татуират. Жените използвали пола от испански мъх или от кожи, стигаща до коленете. И двата пола често мажели телата си със смес от пръст и мазнина от алигатор или от акула, за да се предпазват от москитите.
Социалната и политическата им организация се определяла от номадския начин на живот. Обикновено живеели на малки групи водени от вожд. Тези групи често се разбивали на отделни семейни единици. Семействата и групите се събирали при различни социални дейности и по време на война. Войната била от особено значение. Има доказателства, че племето е практикувало ритуален канибализъм. Този обичай бил доста разпространен сред племената в Тексас и се характеризирал с консумация на малки късчета плът от плътта на мъртъв враг в знак са крайно отмъщение или като свещенодействие за сдобиване със силата и храбростта на врага.